# 金相分析

## 简介
金相分析是金属材料分析所常用的手段之一，通过对样品进行研磨，观察其截面形貌、分析成分等，从而推断其三维成分结构。 
由于今年来计算机技术的迅速发展，现在可以通过软件平台来分析截面的几何特征以及成分分析，大大提高了分析的效率和准确度。

## 扩展阅读
https://web.archive.org/web/20080820071902/http://www.gzse.com/Documents/Analysis.pdf 

http://www.china-metallography.com/ （页面存档备份，存于） 